# Emmanuel Petit
Emmanuel Petit (født 22. september 1970 i Dieppe, Frankrig) er en fransk tidligere fodboldspiller, der som sin sidste klub spillede for den engelske Premier League-klub Chelsea FC.
Petit startede sin professionelle karriere under Arsène Wenger i den franske Ligue 1-klub AS Monaco, hvor han spillede mellem 1988 og 1997. Her var han med til at vinde mesterskabet i 1997, hvorefter han rejste til Arsenal FC i den engelske Premier League. Igen med Arsène Wenger som manager var Petit med til at vinde The Double, Premier League og FA Cup, i 1998.
I 2001 forlod Petit Wenger og Arsenal og skiftede til den spanske La Liga-klub FC Barcelona. Opholdet her blev dog ingen succes, og efter kun én sæson vendte han tilbage til England, denne gang dog til Arsenals London-rivaler Chelsea FC. Her afsluttede han sin karriere i 2004.

## Landshold
Petit var som spiller med til at fejre to af de største triumfer for Frankrigs fodboldlandshold, verdensmesterskabet i 1998, og EM-titlen i 2000. I VM-finalen i 1998 mod Brasilien på hjemmebane i Paris slog Petit sejren fast med sin scoring til 3-0 i tillægstiden. I alt nåede han at spille 63 landskampe og score 6 mål.

## Titler
VM i fodbold
- 1998 med Frankrig

EM i fodbold
- 2000 med Frankrig

Premier League
- 1998 med Arsenal

FA Cup
- 1998 med Arsenal

Ligue 1
- 1997 med AS Monaco